# Alrik Sandberg
Alrik Mikael Sandberg (ur. 3 kwietnia 1885, zm. 26 lutego 1975) – szwedzki zapaśnik walczący w stylu klasycznym. Olimpijczyk z Sztokholmu 1912, gdzie zajął dwunaste miejsce w wadze ciężkiej.

## Letnie Igrzyska Olimpijskie 1912
| Konkurencja             | Rundy eliminacyjne     | Rundy eliminacyjne    | Klas. końcowa |
| Konkurencja             | Przeciwnik I           | Przeciwnik II         | Miejsce       |
| ----------------------- | ---------------------- | --------------------- | ------------- |
| +82,5 kg styl klasyczny | Adolf Lindfors (FIN) P | Uuno Pelander (FIN) P | 12.           |